# Kurhaus Bergün

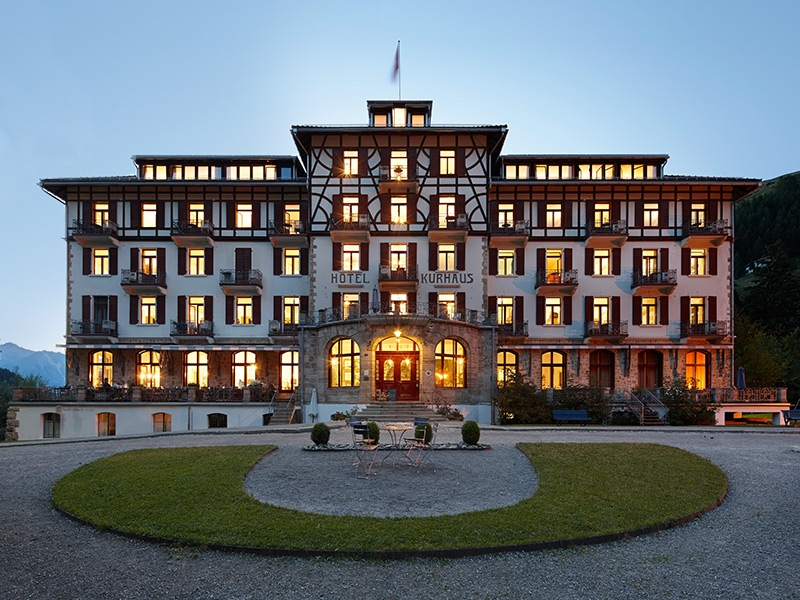
Südseite

Das Kurhaus Bergün steht in Bergün/Bravuogn im Albulatal im schweizerischen Kanton Graubünden. Es wurde 1906 eröffnet und gilt als gut erhaltenes Beispiel eines Hotels aus der Epoche des Jugendstils.

## Geschichte

### Anfänge

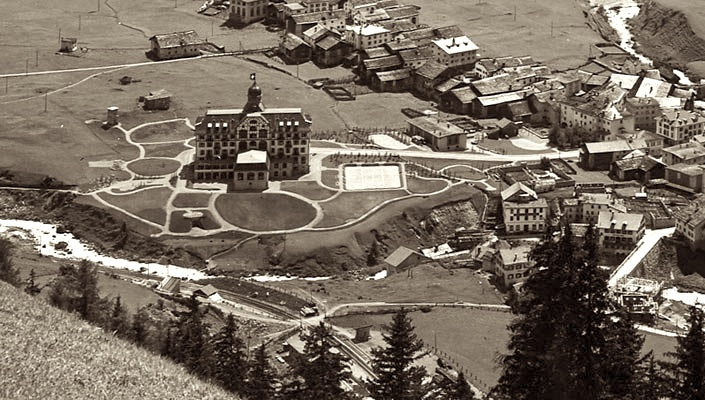
Hotelanlage von Norden um 1906

Nach dem Bau der Fahrstrasse zwischen 1855 und 1858 erfuhr das Dorf Bergün mit der Eröffnung der 1903 in Betrieb genommenen Albula-Linie der Rhätischen Bahn einen zweiten Entwicklungsschub.
Ein Initiativkomitee machte sich an die Planung eines neuen Hotels im Dorf. Mit dem Entwurf beauftragt wurde der Zürcher Architekt Jost-Franz Huwyler-Boller (1874–1930), der auch das zur gleichen Zeit erbaute Hotel Cresta Palace in Celerina im Engadin auf seiner Referenzliste aufführte.

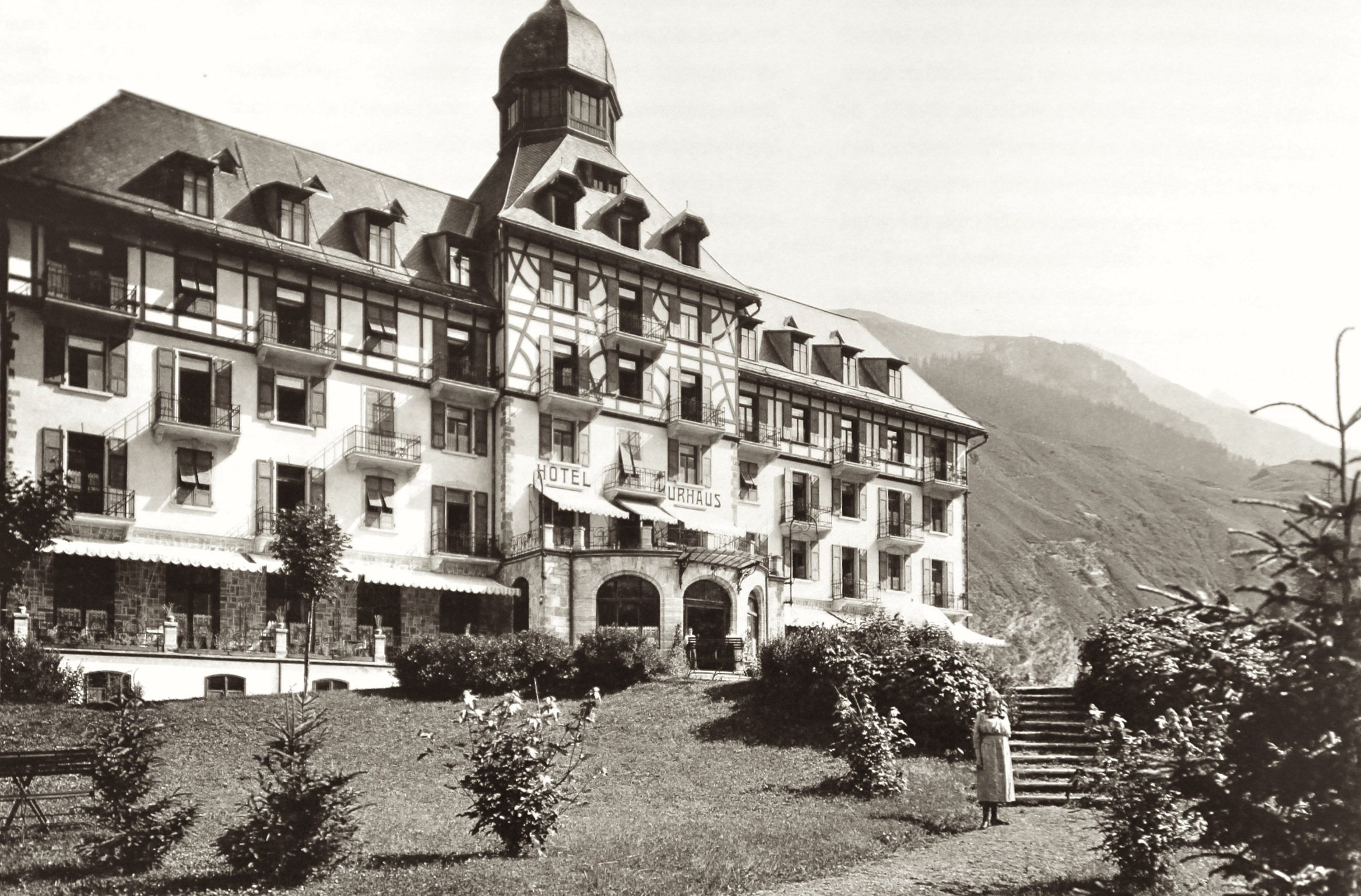
Hauptfassade im Originalzustand mit Turm (1906)

Im Frühling 1906 nahm das Hotel mit 85 Zimmern und 120 Betten den Betrieb auf. Bergün sollte als Akklimationsort für das höher gelegene Engadin und als Luftkurort für den Tourismus attraktiv werden. Für damalige Verhältnisse bot das Kurhaus einen beachtlichen Komfort an: «Zentralheizung, elektrisches Licht, Lift, Badezimmer, grosser Speisesaal, mehrere grosse Terrassen gegen Süden, elegantes Vestibül, Damensalon, geräumige Restaurantslokalitäten, Bar, Billard, Lese- und Schreibzimmer sowie Dunkelkammer» werden in der Werbung aufgezählt. Badewannen und «Water Closets» wurden mit der Bahn direkt aus England nach Bergün transportiert und von firmeneigenen Monteuren installiert.
An Weihnachten 1911 wurde das Kurhaus erstmals auch im Winter geöffnet; zuvor wurde von der Davoser Firma Oberrauch eine Warmwasser-Zentralheizung eingebaut. Die Saison dauerte bis Mitte März. In der ersten Wintersaison kostete das Zimmer mit zwei Betten 7 Franken; ein Frühstück 1.50 Franken, ein Abendessen 6 Franken. Als Attraktion diente die Schlittelbahn von Preda nach Bergün, die bereits im Winter 1904/05 eröffnet worden war, sowie ein grosser Eisplatz vor dem Hotel für Eislauf, Eishockey und Curling.
Die Reisenden fuhren jedoch direkt ins Engadin; der Zwischenhalt in Bergün aus dem Zeitalter der Postkutschen erübrigte sich, und der von Ärzten empfohlene mehrtägige Aufenthalt zur Akklimation an die Höhe wurde nur von wenigen eingelegt. So hatte das neue Kurhaus bereits von Anfang an mit Schwierigkeiten zu kämpfen; Schulden im Betrag von 73'000 Franken belasteten das Unternehmen.

### Neue Nutzung

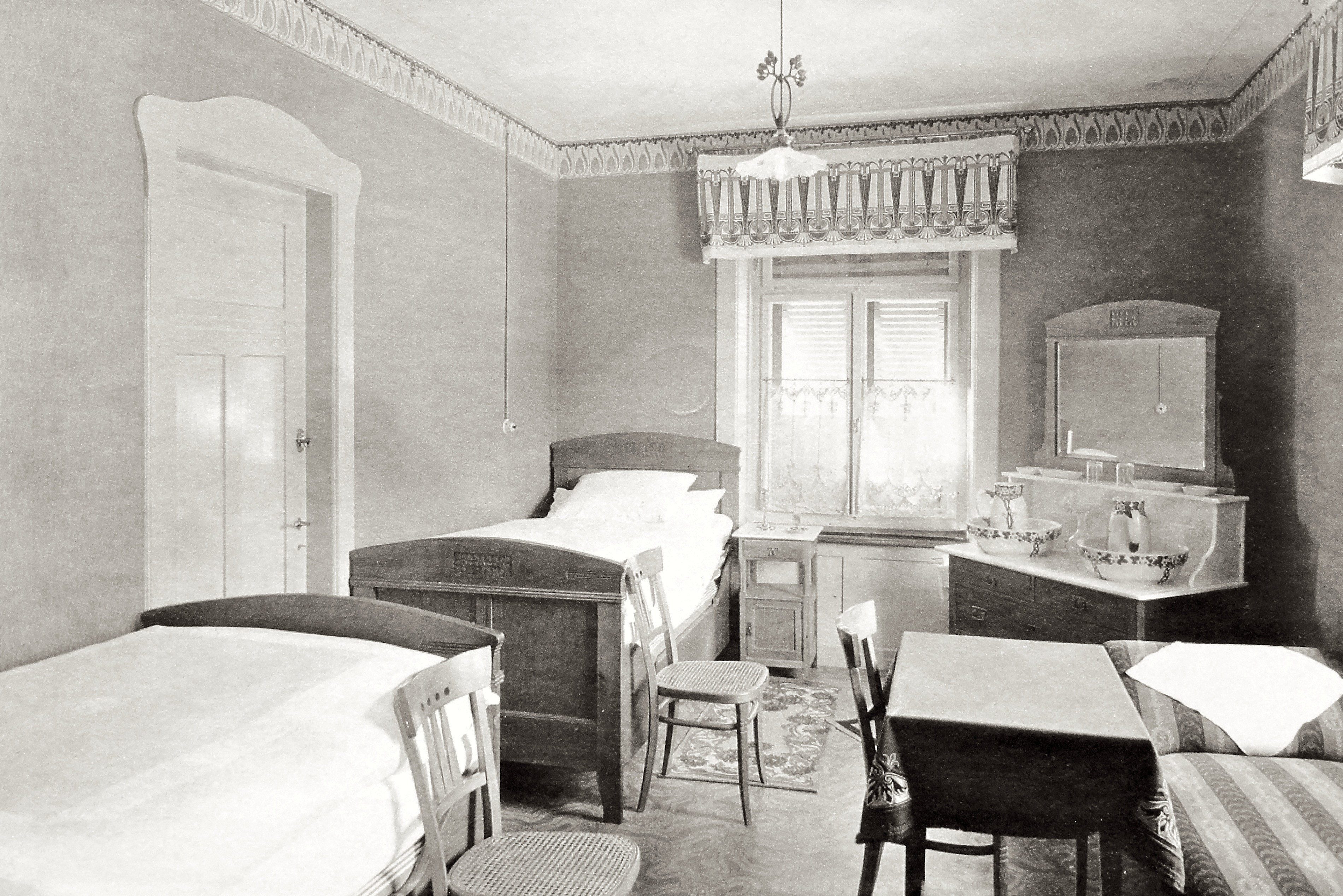
Zimmer um 1906

Nach einem Grossbrand im Dachstock am 9. August 1949 wurde das Hotel geschlossen. Bei einer notdürftigen Reparatur wurde der Turm weggelassen, dafür wurde eine vierte Etage eingebaut. Die Gemeinde kaufte das Haus und verkaufte es nach der Sanierung an den Verein für Familienherbergen, die das Hotel nach 1952 erfolgreich als Ferienhaus führte. Jeweils zwei oder drei Hotelzimmer wurden zu 34 Ferienwohnungen zusammengefasst, mit einer kleinen Küche ausgestattet und wochenweise vermietet. Im Erdgeschoss wurden die meisten Aufenthaltsräume wie Restaurant, Bar, Lese- und Billardzimmer ebenfalls zu Wohnungen umgebaut. Im grossen Saal und im Kino wurden Gruppenunterkünfte für Schulklassen eingerichtet.
In den folgenden 50 Jahren wurde jedoch die Instandhaltung des Hauses vernachlässigt: Fassadenteile begannen zu bröckeln und das Dach wurde undicht.

### Heute

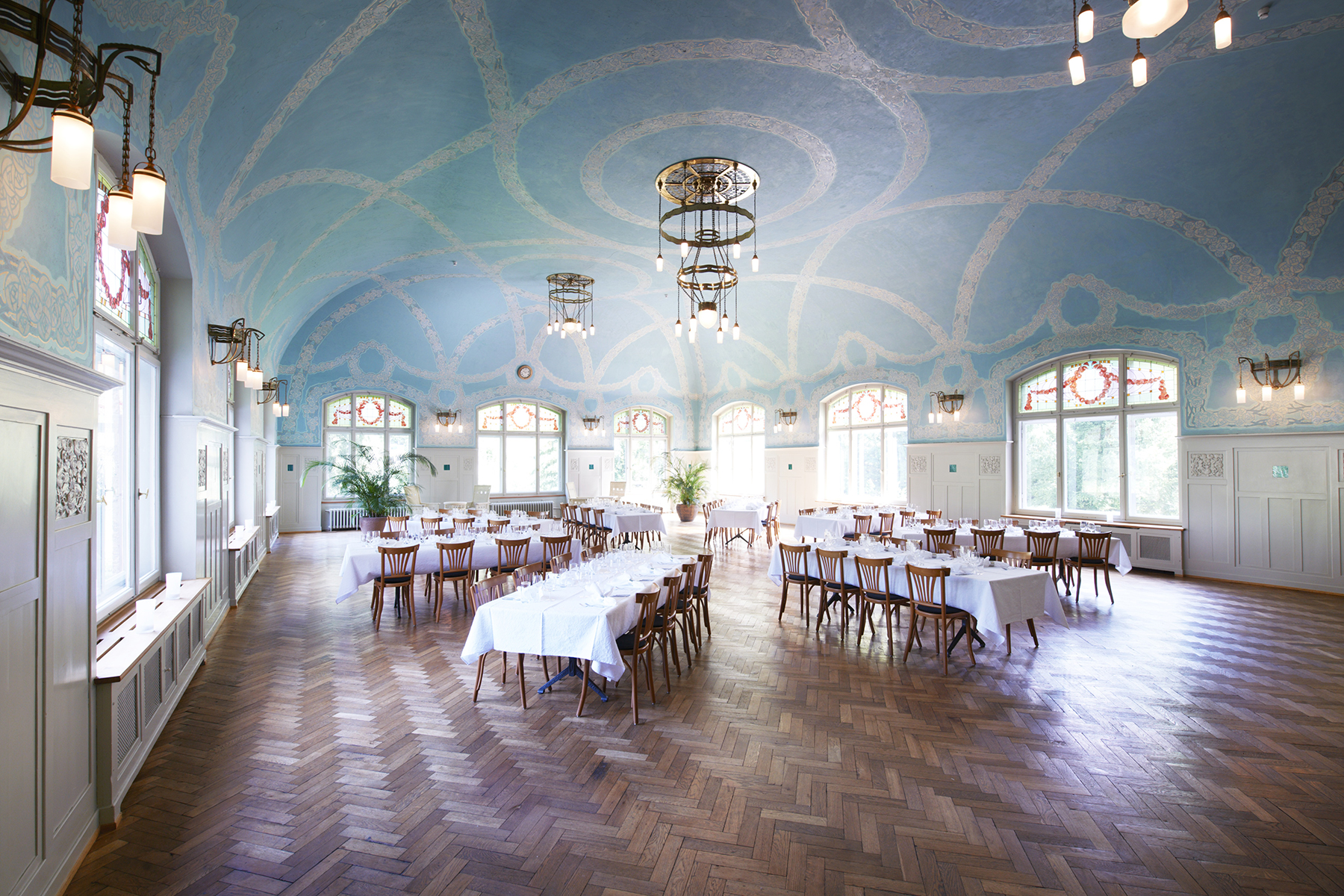
Grosser Saal

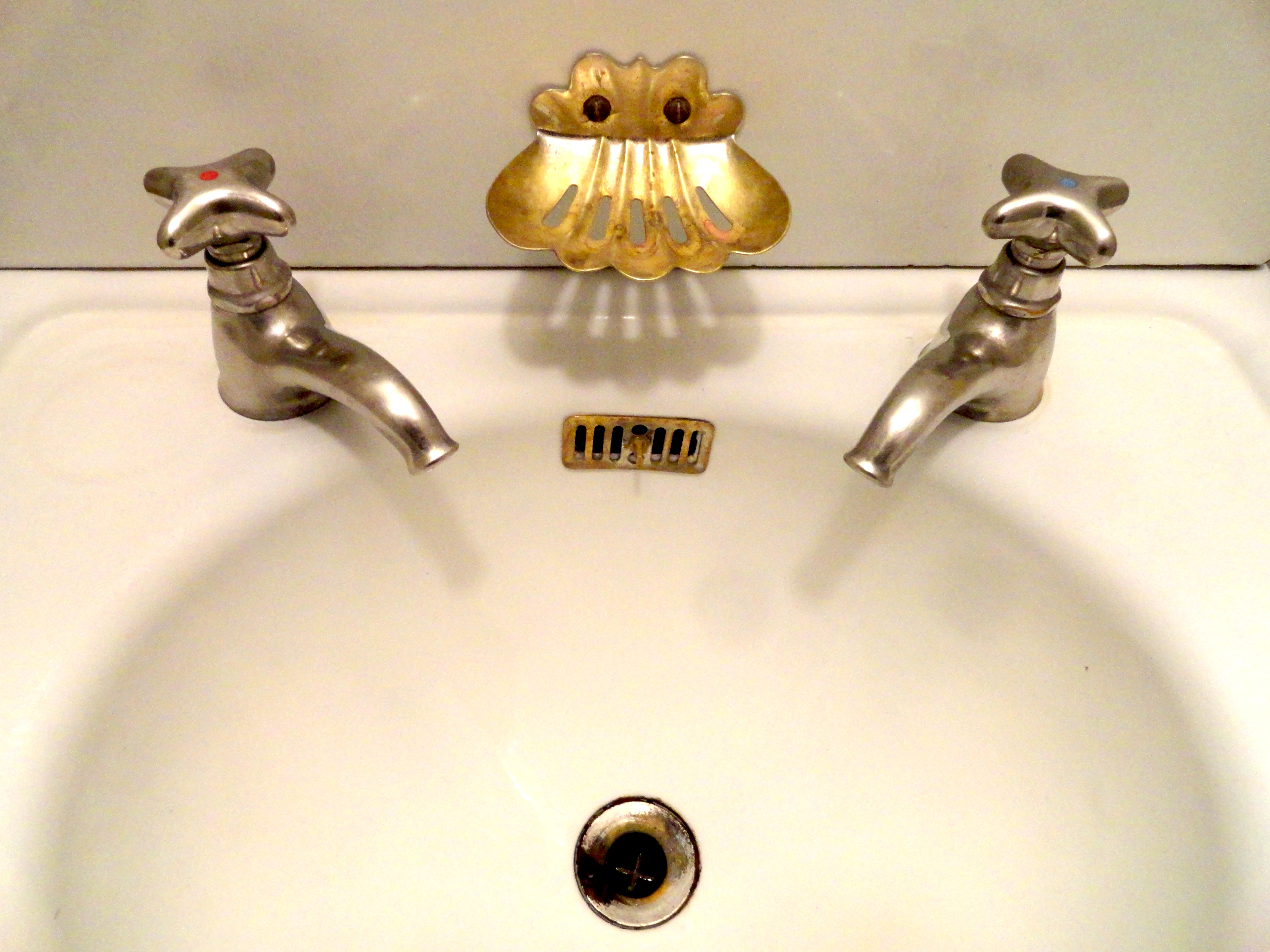
Armaturen aus der Gründungszeit

Im Juni 2002 gründeten einige Stammgäste die «Kurhaus Bergün AG», die Hotel und Umschwung noch im gleichen Jahr für 1,5 Millionen Franken kaufte. Unter der Leitung des Sissacher Architekten Heini Dalcher wird das Gebäude seither sorgfältig restauriert. Da zahlreiche Teile wie Böden, Täfer und Türen des ursprünglichen Baus durch nachträglich angebrachte Verkleidungen abgedeckt wurden, blieben sie dort konserviert und konnten weitgehend im Originalzustand freigelegt bzw. in diesen zurückversetzt werden; von der Originalsubstanz des Kurhauses wurde nur wenig zerstört. Weitere Einrichtungsgegenstände und Möbel fanden sich im Dachstock, wo sie 50 Jahre aufbewahrt wurden.

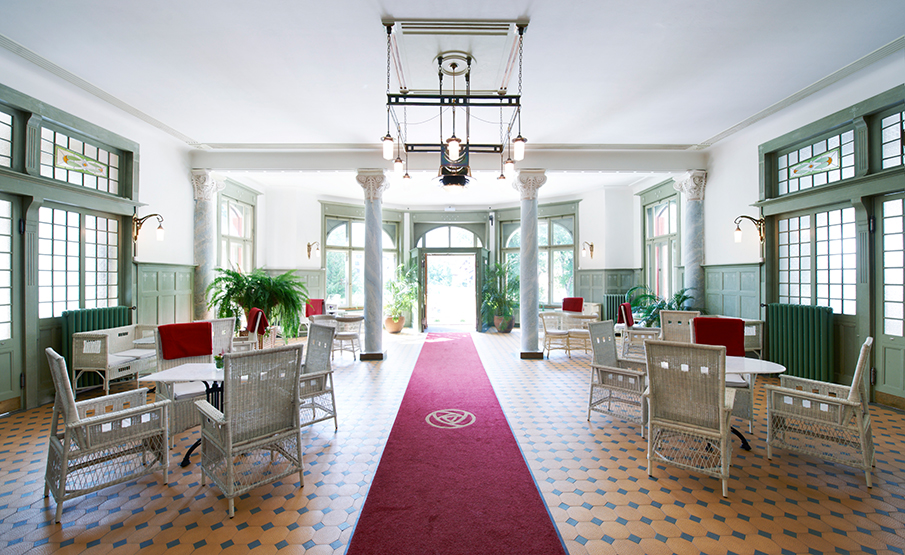
Eingangshalle

Die allgemeinen Räume im Erdgeschoss wurden nach und nach wieder ihrer ursprünglichen Bestimmung zugeführt. Der 230 m² grosse Jugendstil-Speisesaal mit seinen Originalfenstern und den reparierten Wandverkleidungen sowie den verschiedenen Leuchten zählt zu den wertvollsten Jugendstilsälen in der Schweiz. 2010 wurden die Bar mit den originalen Sitznischen und der Kinosaal wieder in Betrieb genommen. Die Gästezimmer von der ersten bis zur dritten Etage wurden mit modernen Nasszellen ausgestattet, für die Zimmer im vierten Stock stehen Etagenduschen und -WC zur Verfügung.
Die originalen Malereien sind zum Teil noch unter einer weissen Farbschicht verborgen und erst in kleinen Fenstern freigelegt. Die geflochtenen Rattan-Möbel wurden in einem Familienbetrieb in Vietnam nach Originalvorlagen nachgebaut.
2009 wurde das Kurhaus Bergün in den Kreis der Swiss-Historic-Hotels aufgenommen; 2012 wurde es als historisches Hotel des Jahres ausgezeichnet, für «die schrittweise und sorgfältige Restaurierung des Hotelbaus und seiner Innenausstattung nach denkmalpflegerischen Grundsätzen, nachdem ein einzigartiger Reichtum an historischer Originalsubstanz die Zeiten überdauert hat».